# しらゆき (練習艦)
しらゆき（ローマ字：JS Shirayuki, TV-3517、DD-123）は、海上自衛隊の練習艦（最終時）。はつゆき型護衛艦の2番艦。晩年には練習艦に種別変更され、しまゆき型練習艦の2番艦となった。｢しらゆき｣の名は｢白い雪｣に由来し、同じ名を持つ艦艇としては旧海軍の神風型駆逐艦 (初代)6番艦「白雪」、吹雪型駆逐艦2番艦「白雪」に次いで3代目。

## 艦歴
「しらゆき」は、昭和53度計画2,900トン型護衛艦2211号艦として、日立造船舞鶴工場で1979年12月3日に起工され、1981年8月4日に進水、1983年2月8日に就役し、同日付で第1護衛隊群隷下に新編された第41護衛隊に「はつゆき」とともに編入され、横須賀に配備された。
就役当初は高性能20mm機関砲（CIWS）を装備していなかったが、1993年に装備されている。
1984年、1986年、1988年と3回続けて環太平洋合同演習 (RIMPAC) に参加した。
1990年1月31日、第41護衛隊が第4護衛隊群隷下に編成替えとなり、定係港が大湊に転籍。
1992年及び1994年、遠洋練習航海に参加。
1997年3月24日、第41護衛隊が横須賀地方隊隷下に編成替えとなり、再び横須賀へ転籍。同日付、隊番号の改正により第41護衛隊が第21護衛隊に改称。
2008年3月26日、自衛艦隊の大改編により、第21護衛隊が第11護衛隊に改称され、護衛艦隊隷下に編成替え。
2011年3月16日、練習艦に種別変更され、練習艦隊第1練習隊に編入、定係港が呉に転籍。
2013年、遠洋練習航海に参加。8月7日にはポーランドのグディニャ港に寄港し、同月10日には両国初となる海上合同軍事演習を行った。
2016年4月27日、除籍。最終所属は、練習艦隊第1練習隊、定係港は呉であった。

## 歴代艦長
| 代 | 氏名       | 在任期間                | 出身校・期          | 前職                         | 後職                                  | 備考                               |
| -- | ---------- | ----------------------- | ------------------- | ---------------------------- | ------------------------------------- | ---------------------------------- |
| 01 | 桐本憲明   | 1983.2.8 - 1984.1.19    | 防大4期             | しらゆき艤装員長             | 佐世保地方総監部防衛部                |                                    |
| 02 | 宮本 静    | 1984.1.20 - 1986.12.19  | 学習院大・ 13期幹候 | 統合幕僚会議事務局第3幕僚室  | かとり艦長                            | 1986.7.1 1等海佐昇任               |
| 03 | 新野克洋   | 1986.12.20 - 1987.12.10 | 防大9期             | 海上幕僚監部副監察官         | 佐世保地方総監部防衛部第3幕僚室       |                                    |
| 04 | 竹島信博   | 1987.12.11 - 1988.12.14 | 防大12期            | 海上幕僚監部調査部           | はたかぜ艦長                          | 1等海佐                            |
| 05 | 森口幸久   | 1988.12.15 - 1990.8.12  | 防大11期            | 海上幕僚監部防衛部装備体系課 | 海上自衛隊幹部学校研究部員            |                                    |
| 06 | 歌田順治   | 1990.8.13 - 1993.3.23   | 防大12期            | 海上自衛隊幹部候補生学校教官 | 海上自衛隊第1術科学校教官 兼 研究部員 |                                    |
| 07 | 外村尚敏   | 1993.3.24 - 1995.3.23   | 防大19期            | 統合幕僚会議事務局           | 海上自衛隊幹部学校付                  |                                    |
| 08 | 久和清幸   | 1995.3.24 - 1997.7.31   | 防大17期            | 第1海上訓練指導隊訓練科長    | 横須賀戦術訓練装置運用隊              |                                    |
| 09 | 太田也寸志 | 1997.8.1 - 1998.6.30    | 防大22期            | 東京業務隊付                 | 海上幕僚監部防衛部運用課 運用第1班長  | 1998.1.1 1等海佐昇任               |
| 10 | 井上 力    | 1998.7.1 - 1999.8.19    | 防大24期            | 統合幕僚会議事務局           | 東京業務隊付                          |                                    |
| 11 | 高橋 均    | 1999.8.20 - 2001.3.22   | 防大24期            | 海上幕僚監部防衛部装備体系課 | 海上自衛隊幹部学校付                  |                                    |
| 12 | 五島浩司   | 2001.3.23 - 2002.3.24   | 防大25期            | 海上幕僚監部人事教育部教育課 | 海上自衛隊幹部学校付                  |                                    |
| 13 | 山崎浩一   | 2002.3.25 - 2003.1.23   | 防大29期            | あさかぜ船務長 兼 副長       | 海上幕僚監部監理部総務課              |                                    |
| 14 | 鍛冶次郎   | 2003.1.24 - 2004.8.18   | 防大26期            | 海上自衛隊第1術科学校教官    | すずなみ艤装員長                      |                                    |
| 15 | 酒井 良    | 2004.8.19 - 2005.8.14   | 防大31期            | あけぼの船務長 兼 副長       | 海上幕僚監部防衛部防衛課              |                                    |
| 16 | 山本勝也   | 2005.8.15 - 2006.7.31   | 防大34期            | 護衛艦隊司令部               |                                       |                                    |
| 17 | 藤田勝史   | 2006.8.1 - 2007.7.31    | 防大31期            | 自衛艦隊司令部幕僚           | 海上自衛隊幹部学校付                  |                                    |
| 18 | 川上司朗   | 2007.8.1 - 2008.10.16   |                     | とわだ副長                   | 海上幕僚監部防衛部運用支援課          | 就任時3等海佐 2008.7.1 2等海佐昇任 |
| 19 | 池内 出    | 2008.10.17 - 2009.8.2   | 防大35期            | 海上幕僚監部防衛部運用支援課 | 海上自衛隊幹部学校付                  |                                    |
| 20 | 北御門裕   | 2009.8.3 - 2010.8.2     | 防大32期            | あしがら船務長               | 統合幕僚学校国際平和協力センター      |                                    |
| 21 | 平川 崇    | 2010.8.3 - 2011.8.1     | 防大36期            | しらせ船務長                 | しらせ航海長                          |                                    |
| 22 | 夏井 隆    | 2011.8.2 - 2012.8.23    | 防大36期            | 第1ミサイル艇隊司令          | 海上自衛隊幹部学校付                  | 2012.1.1 1等海佐昇任               |
| 23 | 川内健治   | 2012.8.24 - 2013.11.21  | 防大34期            | ときわ副長                   | 横須賀海上訓練指導隊砲雷科長          |                                    |
| 24 | 奥村博隆   | 2013.11.22 - 2014.12.21 | 防大36期            | 護衛艦隊司令部               | 海上自衛隊第1術科学校主任教官         |                                    |
| 25 | 川田英司   | 2014.12.22 - 2016.4.27  | 防大35期            | ふゆづき副長                 | 呉地方総監部管理部勤務                |                                    |

## ギャラリー

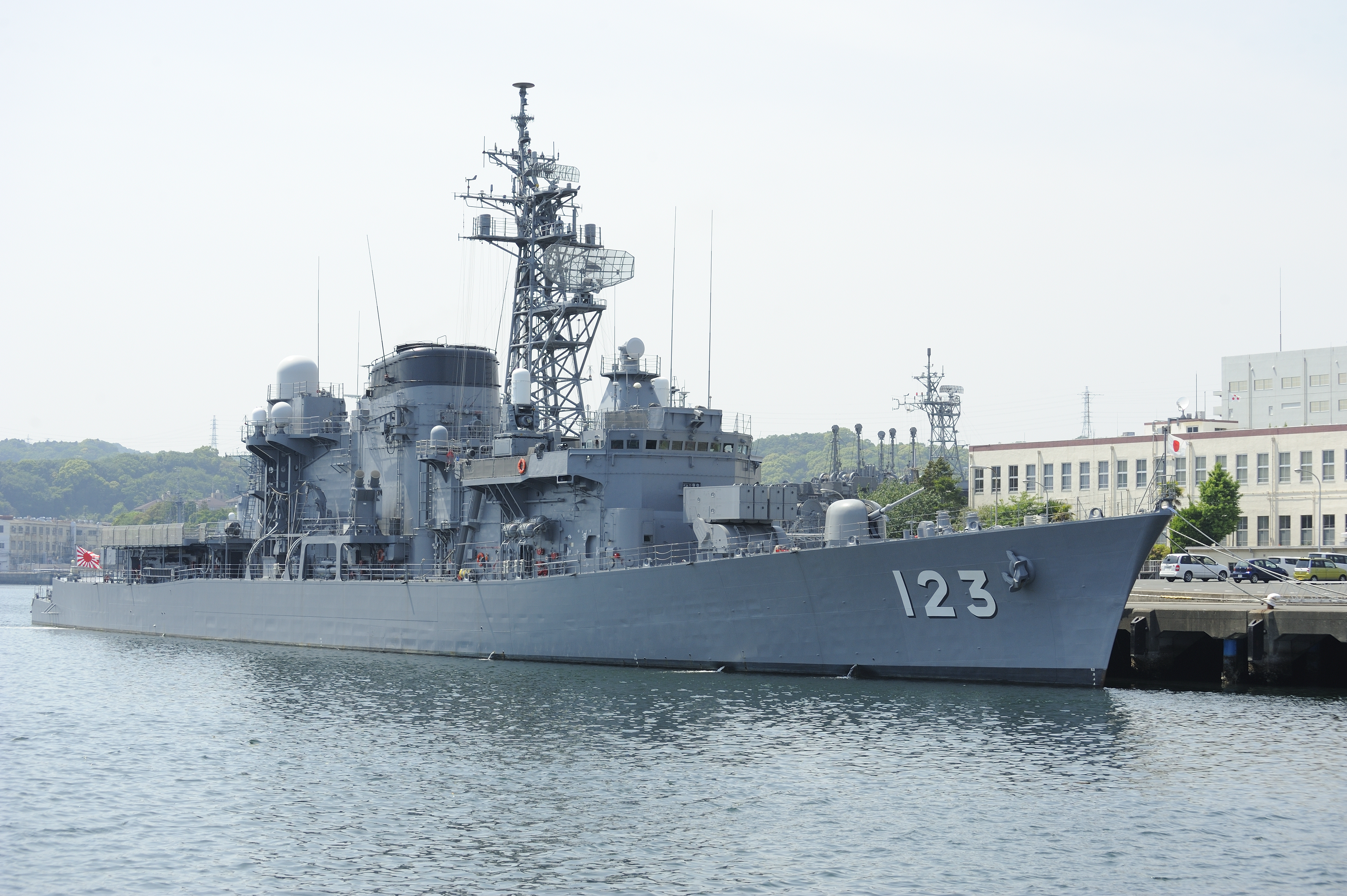
横須賀基地（船越地区）に停泊中の「しらゆき」(2009年)
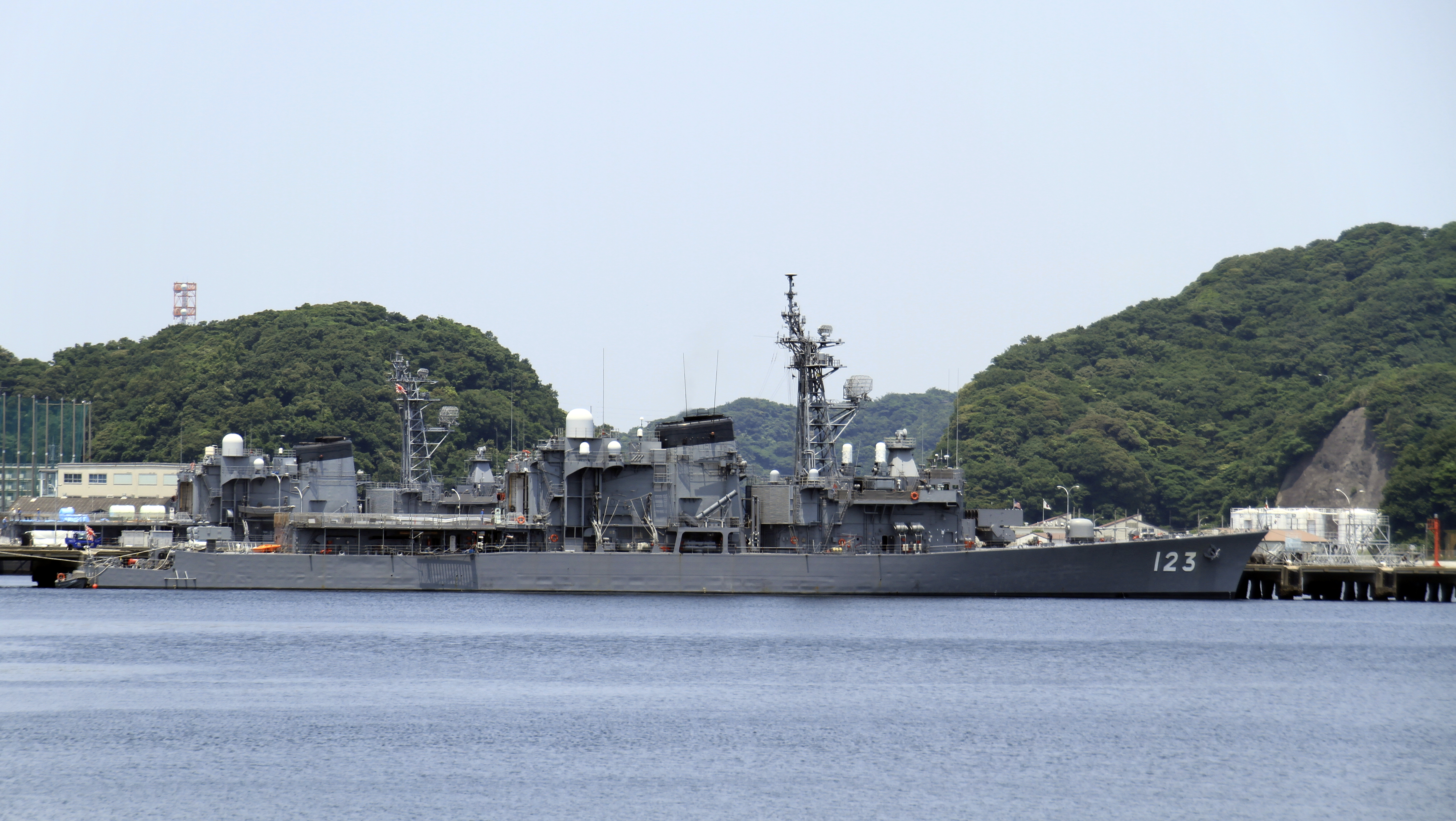
横須賀港に停泊中の「しらゆき」(2010年)
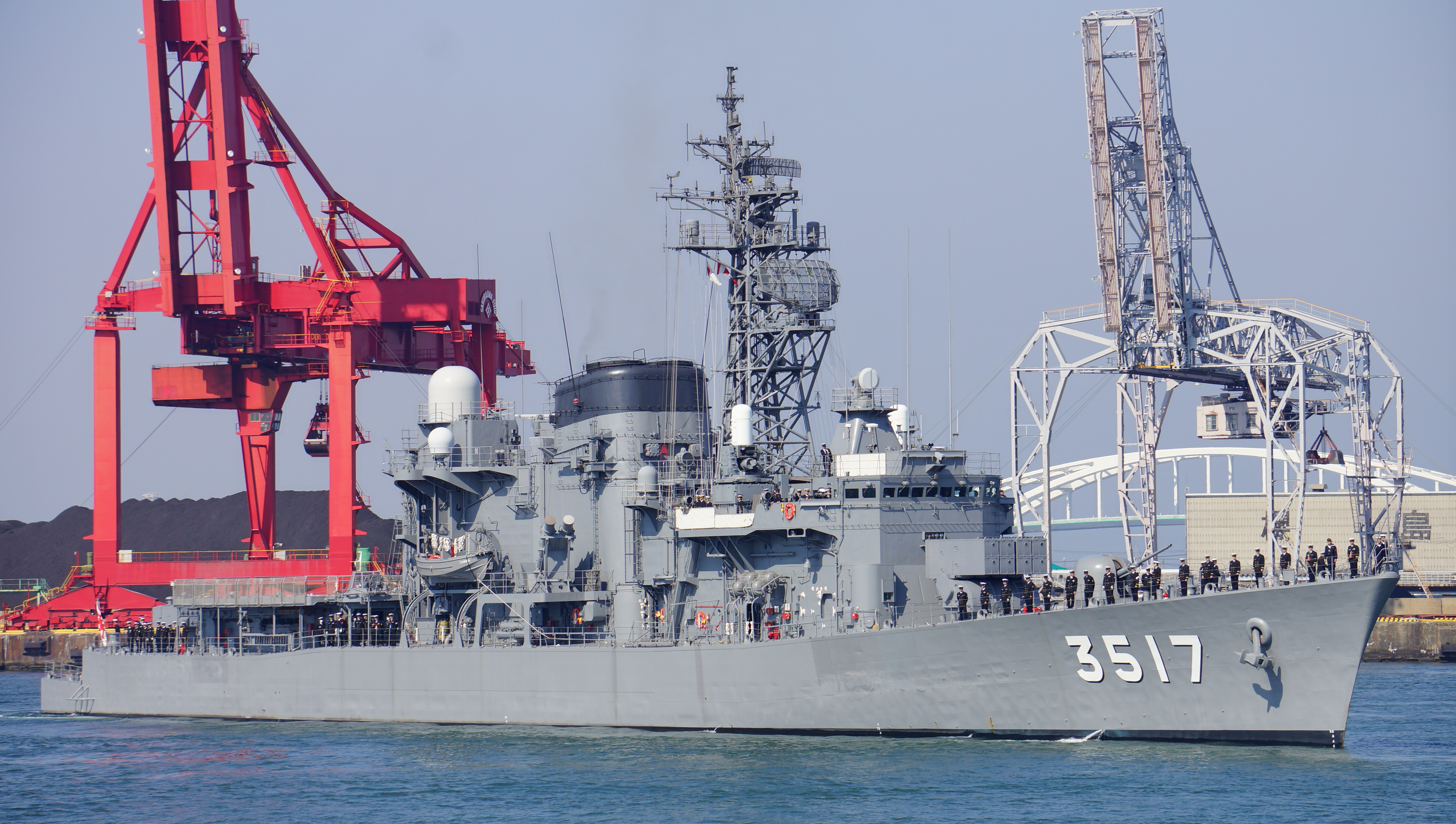
天保山埠頭における「しらゆき」(2014年)
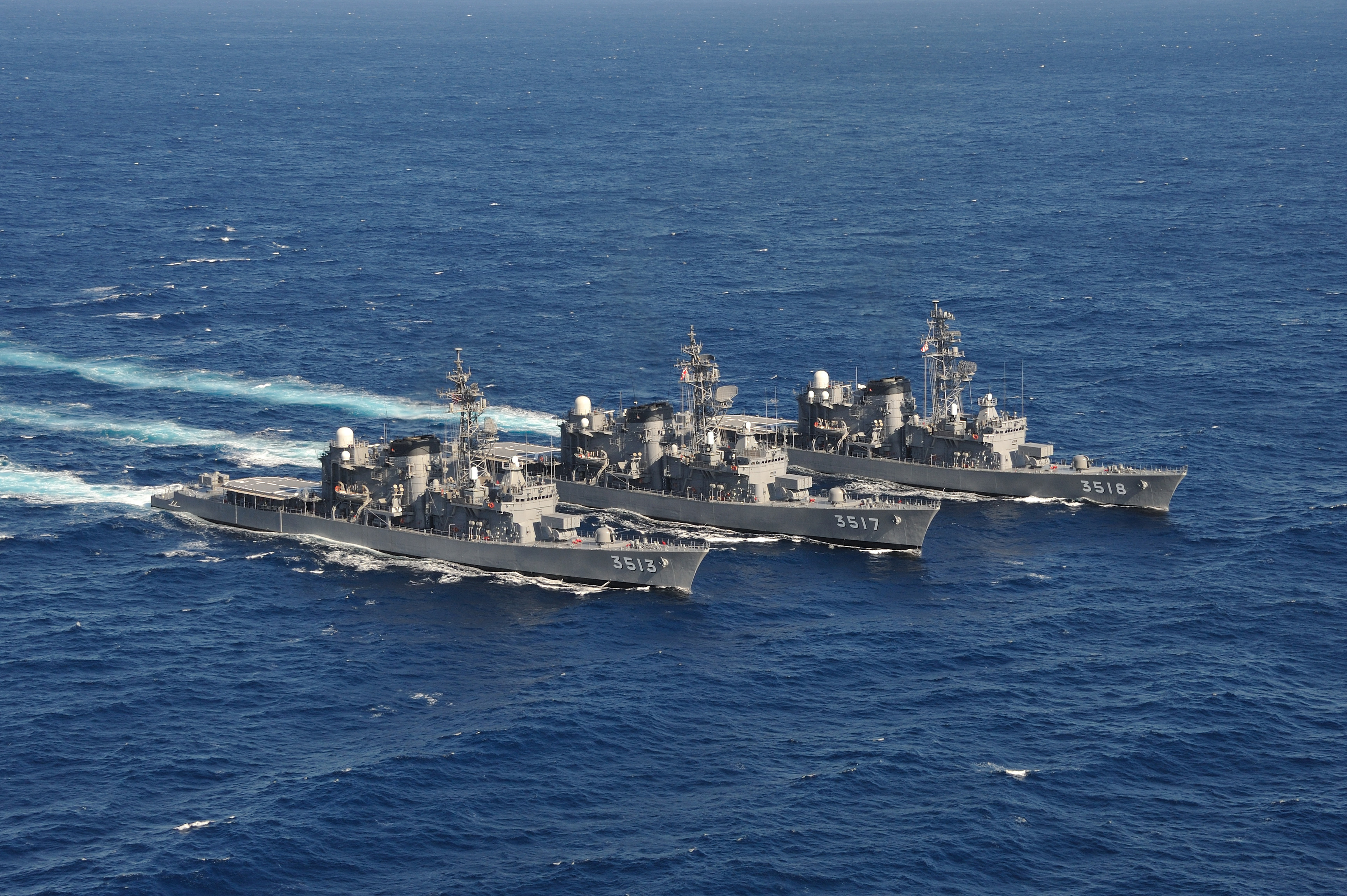
第1練習隊の3艦（2016年頃）。手前から「しまゆき」、「しらゆき」、「せとゆき」